# Маяк Лубек-Канала
Маяк Лубек-Канала (англ. Lubec Channel Light) — маяк, расположенный в заливе Лубек-Канал, округ Вашингтон, штат Мэн, США. Административно принадлежит городу Лубек. Построен в 1890 году. Автоматизирован в 1939 году.

## Местоположение
Маяк расположен в паре метров от границы США и Канады на мелководной части Лубек-Канала, обозначая район безопасной навигации. Подобные одиноко стоящие среди толщи воды маяки называют "маяки-свечки" (англ. sparkplug lighthouse), поскольку по форме они напоминают автомобильную свечу зажигания.

## История
Залив Лубек-Канал по сути представляет собой мелководное устье реки Сент-Круа. Чтобы облегчить навигацию до городов Лубек, Истпорт и Калис, в Лубек-Канале были проведены дноуглубительные работы. Но часть залива так и осталась мелководной, потому для обозначения района безопасной навигации, было рекомендовано установить маяк. В 1886 году Конгресс США выделил 40 000 $, а после уточнения стоимости работ, в 1888 году еще 12 000 $ на строительство маяка в Лубек-Канале. Конкурс на проведение строительства выиграл Томас Дуайер, также построивший маяк Спринг-Пойнт и маяк Гус-Рокс по аналогичным проектам. В 1890 году маяк был открыт. Он представлял собой коническую чугунную конструкцию на бетонном основании, которая является одновременно и маяком, и домом смотрителя. Маяк был автоматизирован Береговой охраной США в 1939 году. В конце 1980-х были планы по сносу маяка, но под давлением общественности они не были реализованы, напротив, маяк был отреставрирован.
В 1988 году он был включен в Национальный реестр исторических мест.
В 2007 году здание маяка было продано частному лицу на аукционе за 46 000 $.